# FC Olympia Hradec Králové
FC Olympia Hradec Králové je fotbalový klub z Hradce Králové, bývalý účastník ČFL, jehož počátky sahají až k roku 1901.
Po postupu do 2. ligy v roce 2017 se A-tým klubu přesunul kvůli nevyhovujícímu zázemí v Kuklenách do Prahy, čímž vznikla FK Olympia Praha. V Hradci od té doby hrají pouze mládežnické týmy. Pro sezónu 2020/2021 se do Kuklen vrací dospělý fotbal. A-mužstvo bude hrát krajský přebor, ze kterého následující rok po losovacím aktivu odstoupil. Tým bude od nové sezony 2021/22 působit v nejnižší okresní soutěži III. třídě, kde byl přihlášen B-tým, který po loňském založení zase zanikl. 

## Historie

### Historie kopané v Kuklenách
V Kuklenách, dnes místní části Hradce Králové, fungovalo od roku 1901 několik fotbalových klubů, prvním z nich byl fotbalový odbor při cyklistickém kroužku Kukleny. Tento oddíl byl založen již v roce 1901 a od tohoto data jsou Kukleny spjaty s fotbalem. Tento oddíl fungoval až do 1. světové války, kdy zanikl. Během činnosti sehrál desítky přátelských utkání s kluby z blízkého okolí.
Po 1. světové válce vznikl nový klub SK Kukleny, založený v roce 1921, tento klub už se účastní fotbalových soutěží východočeské župy, ale v roce 1931 zanikl bez výrazného úspěchu.
Dalším klubem v Kuklenách je AFK Kukleny, založený v roce 1934, klub existuje pouhé 4 roky a před druhou světovou válkou taktéž zanikl.
V roce 1939 se tak na nevyužívané hřiště v Kuklenách přestěhovala hradecká Olympie. Klub zde přečkal válku až do roku 1949. Po násilné kolektivizaci po roce 1949 dochází ke snížení významu kopané v rámci TJ a fotbalový oddíl pouze přežívá. V roce 1961 však dochází ke změně a kopaná v rámci TJ Sokol Kukleny nabývá na významu. Toto období nabralo ještě většího významu v roce 1981, kdy jednota spadla pod nový patronátní závod Montas a díky větším finančním možnostem došlo i k navýšení fotbalové výkonnosti. Vše vyvrcholilo postupem do oblastního přeboru v sezóně 1991/92. Po této sezóně klub mění název na FC FOMEI a klub postoupil až do divize. V roce 1997 se klub vrátil k původnímu jménu Olympia.
V letech 1998-2001 probíhá v Kuklenách ohromná výstavba. Po zbudování šatnového objektu žákovských družstev a zatravnění druhé plochy je provedena rekonstrukce starého objektu, kde jsou vybudovány garáž, sklad a dílna, přestavěn a rozšířen hlavní šatnový objekt se sociálním zařízením a zázemím klubu, rekonstruovány prostory pro občerstvení návštěvníků sportovního areálu. Postupně se nám tak podařilo vybudovat v Kuklenách jeden z nejútulnějších a nejhezčích fotbalových stánků v okolí. V roce 2003 je výkonný výbor Olympie posílen zejména o Karla Tejkla, který se stává místo Bohumila Novotného novým ředitelem klubu. V té době padá družstvo mužů po dvojnásobném nezdaru až do 1.A třídy.
V sezóně 2014/2015 klub vyhrál krajský přebor a postoupil opět do divize, kterou hned první rok vyhrává a klub zažil největší úspěch v historii a to postup do České fotbalové ligy.
Raketový vzestup Olympie se nezastavil ani v následujícím ročníku, kdy hradecký klub zvítězil v ČFL a postoupil do 2. fotbalové ligy. Kvůli nevyhovujícímu stadionu v Kuklenách se ale klub musel přesunout jinam, přičemž útočiště našel na pražském Stadionu Evžena Rošického, který v minulosti využívala například Slavia Praha. Vznikl tedy úplně nový tým, jenž nesl název FK Olympia Praha.
V sezóně 2017/18 dochází ke spojení mezi  Hradeckou Olympií a klubem TJ Sokol Kratonohy. Společně se pak na fotbalové mapě objevují pod názvem FC Olympia Hradec Králové/Sokol Kratonohy v Divizi C, kde klub z Kratonoh hrál už v loňské sezóně. Souklubí však trvá pouze dvě sezóny. Klub totiž uprostřed sezóny 2018/19 nečekaně odhlašuje po podzimu svůj tým z divize a následně padá do Krajského přeboru, kde začíná hrát pod názvem FC Olympia HK 1901. V témže roce dochází ke spojení mládežnických celků Olympie s klubem FC Slavia Hradec Králové. Mládežnická mužstva od té doby startují pod hlavičkou Slavie. V nejvyšší krajské soutěži se drží celé dvě sezóny. Po sezóně 2020/21 se nahlas mluví opět o spojení mezi dvěma hradeckými celky, tentokrát na úrovni dospělého fotbalu. Olympia toto spojení odmítá a následně i díky finančním problémům svůj tým přihlašuje pouze do III.třídy sk. Východ, kde měl původně startovat "B" tým tohoto klubu, který však na úkor svého "A" týmu zaniká.

## Známí odchovanci
Mezi známá jména, které vychoval zdejší klub patří: Radek Voltr, Adam Vlkanova, Pavel Drozd, David Drozd, Karel Piták.

## Historické názvy
- SK Olympia Hradec Králové (Sportovní klub Olympia Hradec Králové)
- TJ Sokol Kukleny (Tělovýchovná jednota Kukleny)
- TJ Montas Hradec Králové (Tělovýchovná jednota Montas Hradec Králové)
- FC FOMEI Hradec Králové (Footbal Club FOMEI Hradec Králové)
- FC Olympia Hradec Králové (Footbal Club Olympia Hradec Králové)
- FC Olympia Hradec Králové / TJ Sokol Kratonohy (Football Club Olympia Hradec Králové / Tělovýchovná jednota Sokol Kratonohy)
- FC Olympia HK 1901 (Footbal Club Olympia Hradec Králové 1901 z.s.)